# لجنة الأمم المتحدة لمراقبة الهدنة بين إسرائيل وسوريا
إن لجنة الأمم المتحدة لمراقبة الهدنة بين إسرائيل وسوريا هي مفوضية الأمم المتحدة لمراقبة الهدنة بين إسرائيل وسوريا بعد حرب الـ48 العربية الإسرائيلية كجزء من اللجان المختلطة. اتّفاقية الهدنة الرابعة والأخيرة، معاهدة الهدنة عام 1949، تمّ توقيعها بين إسرائيل وسوريا يوم 20 يوليو عام 1949 على التلة 232 بالقرب من مهانايم، لإنهاء الصراع الرسمي السابق في فلسطين الانتدابية. مثل الجانب الإسرائيلي المقدم مردخاي ماكلف ويهوشوا بنمان وشبتاي روزين بينما يمثل الجانب السوري العقيد فوزي السلو والمقدم محمد ناصر والنقيب عفيف البزري. في حين أن اتفاقيات الهدنة مع سوريا انهت حرب عام 1948 بين العرب وإسرائيل، لم تحدد نهاية النزاع العربي الإسرائيلي.
أحد عناصر معاهدة الهدنة الإسرائيلية والسورية العامة كان بند لإنشاء منطقة منزوعة السلاح بين الدولتين. أُسست المنطقة منزوعة السلاح بموجب اتفاقية الهدنة العامة بين «إسرائيل» و«سوريا»، كانت تُعرف بـ«من ناحية فصل القوات المسلحة عن الطرفين للحد من إمكانية الاشتباك والحوادث، مع إمكانية استعادة تدريجية للحياة المدنية في منطقة منزوعة السلاح، دون الإضرار بالتسوية النهائية.» كان يجب تقديم هذا البند بسبب وجهات نظر الطرفين المتباينة خلال مفاوضات الهدنة فيما يتعلق بسيادة المناطق داخل حدود فلسطين الانتدابية السابقة التي احتلتها القوات السورية. تم التوصل أخيراً إلى اتفاق تسوية يتم بموجبه نزع السلاح كلياً عن المناطق المُتنازع عليها. تطابقت خطوط الهدنة بين سوريا وإسرائيل خارج المنطقة منزوعة السلاح مع الحدود الدولية.
شكلت المنطقة منزوعة السلاح الإسرائيلية السورية على مسافة 250 كلم مربع من الأرض، مقسمة إلى 3 مناطق، إلى الشرق والشمال الشرقي من بحيرة طبريا. بموجب بنود معاهدة الهدنة العامة مُنح رئيس لجنة الهدنة الإسرائيلية-السورية المختلطة مسؤولية «إعادة الحياة التدريجية للحياة المدنية الطبيعية في المنطقة» وكانت مهمته أن يسمح بعودة المدنيين إلى القرى والمستوطنات في المنطقة.

## خلفية
بعد التماس الهدنة الأخيرة بين العرب والإسرائيليين عام 1948 فإن المناطق الوحيدة في القسم الشمالي من فلسطين الانتدابية البريطانية التي لم تحتلها إسرائيل هي تلك المناطق بمحاذاة نهر الأردن التي تسيطر عليها سوريا. أصرّت إسرائيل على الاحتفاظ بكل الأراضي التي احتلتها والتي تم تخصيصها لدولة عربية. إلا أن ذلك تطلب منع سوريا من البقاء في المناطق التي احتلتها سوريا. الوسيط رالف بونش التابع للأمم المتحدة تمكن من إقناع سوريا بالانسحاب حسب فهم أن سيادة المنطقة منزوعة السلاح الإسرائيلية والسورية الـ3 والتي أوجدتها والتي تبلغ 172 كيلومتراً مربعاً مربعاً أو نحو 125 ميلاً مربعاً ستبقى غير محددة حتى تحقيق تسوية السلام الأخيرة.